# Alexander Alexandrowitsch Bednow

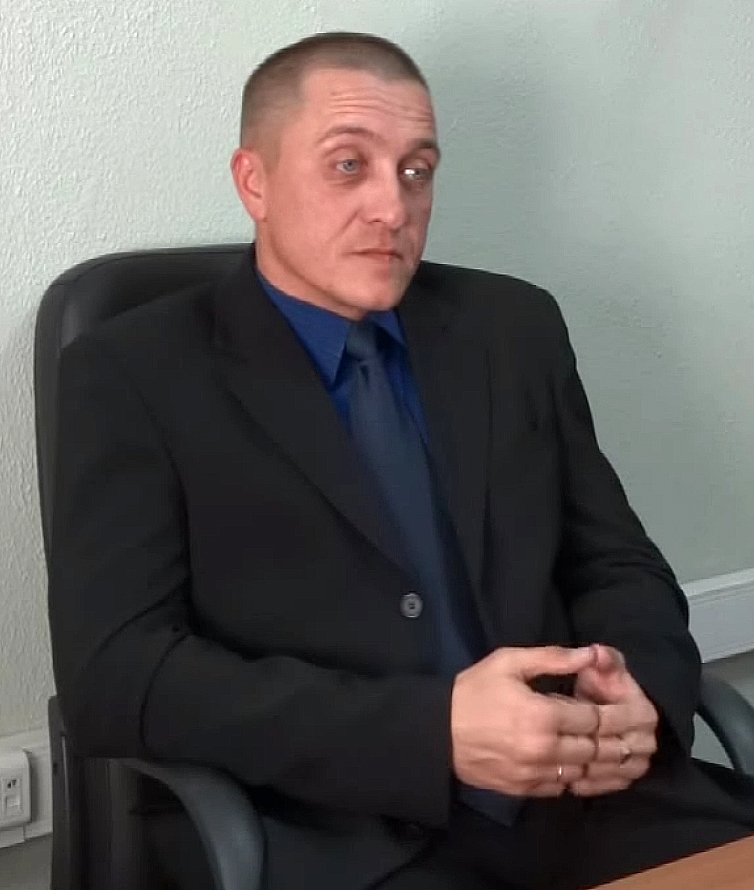
Alexander Alexandrowitsch Bednow

Alexander Alexandrowitsch Bednow (russisch Александр Александрович Беднов; ukrainisch Олександр Олександрович Беднов Oleksandr Oleksandrowitsch Bednow; * 29. August 1969 in Luhansk, Ukrainische Sozialistische Sowjetrepublik, UdSSR; † 1. Januar 2015 in Lutuhyne, Ukraine), auch bekannt unter dem Kampfnamen „Batman“ (Бэтмен), war ein Rebellenkommandeur, Anführer des prorussischen "Batman Bataillons" und Staatsmann der selbstproklamierten und international nicht-anerkannten Volksrepublik Lugansk (VL).

## Biographie
Bednow ist in eine Militärfamilie in Luhansk hineingeboren. Zwischen 1988 und 1990 diente er in den Reihen der OMON, der russischen Bereitschaftspolizei in Armenien und Georgien. Nach dem Zerfall der Sowjetunion arbeitete er bis 2006 im ukrainischen Innenministerium. Nach der Pensionierung war Bednow im Sicherheitsdienst einer Reihe von privaten Unternehmen tätig.  
Mit dem Ausbruch der Bürgerrevolution in der Ukraine Ende 2013 – Anfang 2014 gegen den Präsidenten Wiktor Janukowytsch schloss sich Bednow den prorussischen Separatisten im Osten des Landes an. Im April 2014 formierte er eine militärische Einheit aus 12 Kämpfern, aus der später der sogenannte Batman Bataillon hervorging. Bis Sommer 2014 patrouillierten seine Milizen die von Separatisten kontrollierten Gebiete der Region Luhansk.
Laut der Staatsanwaltschaft der VL sollen die Kämpfer des von Bednow befehligten Batman Bataillons im Juni 2014 13 Zivilisten in Luhansk gefoltert und einen davon getötet haben. Zudem werden weitere Misshandlungsfälle an der örtlichen Bevölkerung vermutet. Darüber hinaus gehen die Ermittlungsbehörden der VL davon aus, die Einheit von Bednow habe sich an der illegalen Beschlagnahme von Immobilien privater Eigentümer und zivilen Sachgütern beteiligt.
Bednow fungierte vom 14. bis 27. August 2014 kurzzeitig als Verteidigungsminister der VL. Er war bekannt für seine kompromisslose Opposition gegen das Protokoll von Minsk und plädierte für eine vollständige „Befreiung“ des Territoriums der VL von der ukrainischen Armee.
Am 1. Januar 2015 geriet der Militärkonvoi von Bednow in der Nähe der Stadt Lutuhyne in ein Gefecht mit den Spezialeinheiten des Innenministeriums der VL. Er und fünf seiner Kombattanten wurden dabei getötet. Der Generalstaatsanwaltschaft der VL zufolge verweigerte Bednow die Forderung, die Waffen niederzulegen, und leistete heftigen Widerstand gegen die Sicherheitskräfte. Noch ein paar Tage zuvor war gegen ihn und seine Mitstreiter ein Strafverfahren eingeleitet worden. Vorausgegangen war dieser Entwicklung die Verschlechterung des persönlichen Verhältnisses zwischen Bednow und Igor Wenediktowitsch Plotnizki, dem Ministerpräsidenten der VL. Die Mitglieder des Batman Bataillons glauben, Bednow sei auf persönlichem Befehl von Plotnizki ermordet worden, um den missliebigen Milizenanführer aus dem Weg zu räumen.